# Astrologia occidental
L'astrologia occidental, com les altres formes d'astrologia existents en altres cultures, és una disciplina de coneixement considerada no-científica pels barems actuals del que es coneix com a ciència, per bé que inclou dins de la seva metodologia certs estudis científics com ara la geometria i l'astronomia. L'objectiu que estudia l'astrologia és, bàsicament, la relació entre els astres i els actes i successos que afecten la Terra i, especialment els éssers humans.
L'astrologia occidental és anomenada així perquè ha estat desenvolupada principalment dins la cultura occidental, especialment entre el Pròxim Orient i Europa.

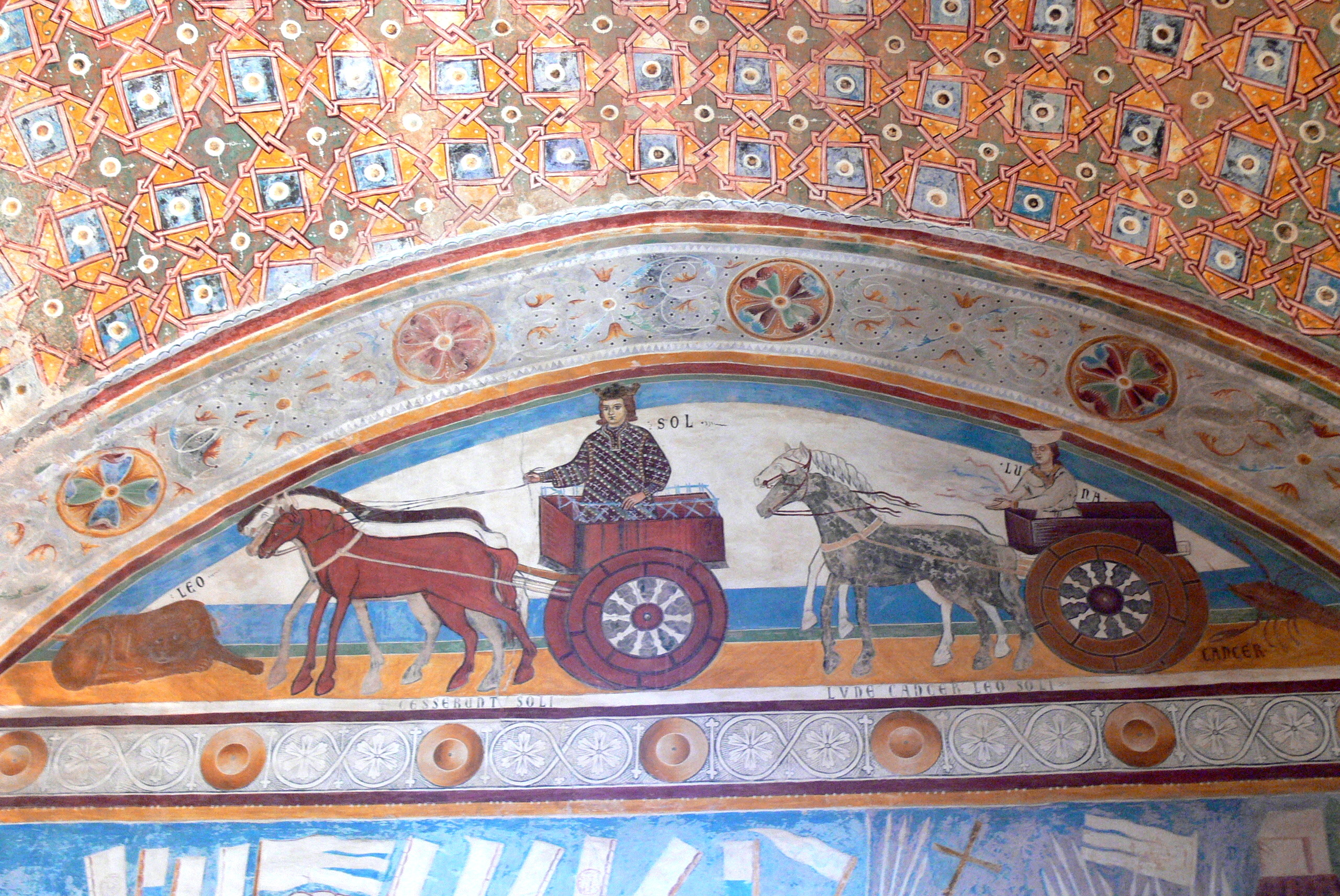
Castell d'Angera a Varese (Itàlia). Fresc en la sala de justícia on apareixen els signes del zodíac de l'estiu (Lleó i Cranc) i els seus astres regents (El Sol i la Lluna respectivament).

## Història
Els primers testimonis escrits sobre l'estudi de l'astrologia són d'origen mesopotàmic, de fa uns 2600 anys d'antiguitat aproximadament, trobats entre les restes de la famosa llibreria de Nínive, creada sota les ordres del rei assiri Assurbanipal, encara que tot sembla indicar que, de fet, es tractaria de còpies de fonts molt anteriors, probablement d'origen sumeri. En tot cas, es tractava d'un estudi força allunyat de la forma moderna d'astrologia que es practica avui dia i estava dirigida de forma exclusiva als monarques, ja que es considerava que el seu destí estava íntimament lligat al del seu poble.

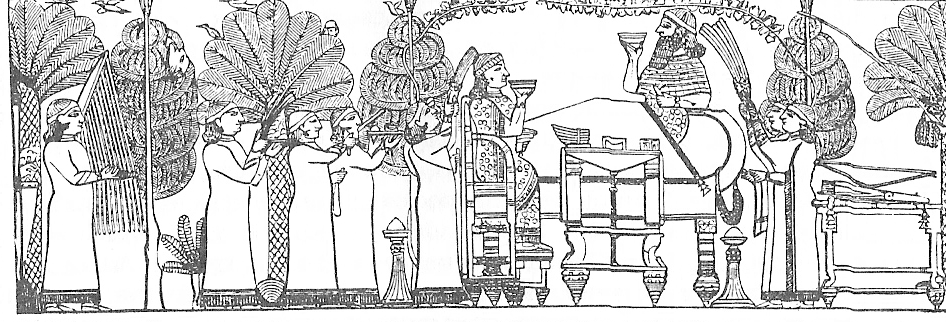
Festa d'Assurbanipal. Dibuix d'un baix relleu exposat en el British Museum.

Els egipcis, al llarg del segon mil·lenni abans de Crist, perfeccionaren en gran manera els càlculs astronòmics necessaris i foren els qui assentaren la configuració actual dels signes del zodíac, i es troba la referència més antiga a dotze signes iguals el 419 aC en una inscripció cuneïforme en una tauleta. Però quan es feren grans passos fou amb l'arribada dels grecs. Els astròlegs hel·lens dotaren la disciplina d'una dimensió molt més humana i no tan divina, permetent que l'objecte d'estudi fos aplicable a qualsevol persona i no només a reis i similars. De fet, la gran aportació grega a l'astrologia fou la d'aprofundir sobre les raons del seu funcionament i en les seves mans rebé una enorme influència del pensament holístic.
Durant l'Imperi Romà, el desenvolupament de l'astrologia fou més aviat lent, ja que els estudiosos romans es dedicaren, sobretot, a recopilar els coneixements essencialment d'origen grec i egipci. Tampoc patí gaires avenços en temps dels primers segles de cristianisme arran del debat obert sobre si l'astrologia hi tenia cabuda o no, encara que generalment els doctors cristians sempre foren prudents a l'hora de jutjar-la. En aquest sentit, una de les excepcions més importants fou Sant Agustí, el qual en fou especialment crític.

Johannes Kepler l'any 1610.

Per contra, els àrabs sí que l'estudiaren profundament i aportaren alguns càlculs matemàtics de certa complicació, usant l'àlgebra aplicable a l'astrologia a partir dels coneixements adquirits dels antics grecs, creant el que es coneix com les parts aràbigues. Amb el contacte de la cultura àrab i la cristiana durant la baixa edat mitjana hi hagué un ressorgiment de l'astrologia a Europa, sobretot a partir del segle xiv, que feu elevar el seu estudi a "ciència", quelcom comprensible si es té en compte que en aquell moment encara no existia el mètode científic i, per tant, no existia la definició que hi ha ara sobre el que es pot considerar científic i el que no.
El segle xvii fou clau amb la consecució de l'anomenada revolució científica que va donar llum a la ciència moderna sotmesa al mètode científic citat abans. L'astrologia pròpiament dita, per no superar les proves pertanyents al respecte, es va separar de l'astronomia i va anar perdent prestigi acabant, així, degradant-se la seva percepció fins a ser vist al final, a ulls dels científics i per ende de la població en general, com un grapat de supersticions sense fonament racional. Un dels seus últims defensors de prestigi més ferms d'aquesta època fou Johannes Kepler
Cap a mitjans del segle xix s'inicià una certa voluntat dins de la cultura anglosaxona per revitalitzar l'astrologia i intentar restituir-li el prestigi perdut procurant eliminar-ne la imatge ocultista que tenia davant dels profans. El moviment de rehabilitació de l'astrologia no parà de créixer al llarg de la segona meitat del segle xix i el primer terç del segle xx, culminant en les afirmacions del prestigiós psicòleg Carl Gustav Jung el qual defensava l'astrologia com un compendi del coneixement psicològic de l'antiguitat.
Es pot dir que l'enorme influència que realitzà Jung sobre la utilitat de l'astrologia va donar peu que aquesta es "refundés" com a astrologia moderna en contraposició de l'astrologia clàssica practicada fins a mitjans del segle xx, la qual era marcada pels principis de determinisme i moralitat propis de la influència cultural judeocristiana.

## Diferents corrents
Avui dia l'astrologia és estudiada des de múltiples enfocaments que amb els pas dels anys han anat conformant diversos corrents, alguns d'ells en estret contacte amb altres disciplines. A continuació s'exposen les més generalitzades:
- Astrologia humanista o de la personalitat: usa conceptes psicològics moderns juntament amb elements filosòfics d'Orient i Occident i intenta realitzar anàlisis globals que incloguin l'estudi dels cicles de la vida. Dins d'aquesta branca destaca especialment l'astrologia psicològica que concep l'astrologia com a eina d'auto-coneixement i la qual ha viscut una enorme expansió en els últims anys a través de les obres d'autors com Liz Greene, Howard Sasportas i Louise Huber.

- Astrologia racional: considera l'astrologia com una ciència del determinisme còsmic i reivindica l'obra de l'astròleg del segle xv Morin de Villefranche.

- Astrologia kàrmica: se centra en les implicacions kàrmiques en l'estudi astrològic i la seva anàlisi dona una especial rellevància a certs punts concrets. Entre els seus autors més coneguts està Martin Schulman.

- Astrologia esotèrica: utilitza conceptes vinculats amb la teosofia i la càbala, entre altres disciplines. Un dels seus màxims exponents és Alice Bayley.

- Astrologia uraniana: és un sistema creat per Alfred White, de l'Escola Astrològica d'Hamburg. Es basa en l'estudi de punts mitjans i certs planetes hipotètics entre altres factors.

- Astrologia heliocèntrica: basa les seves interpretacions en posicions dins el sistema solar emprant com a centre el Sol en comptes de la Terra tal com fa l'astrologia tradicional.

## La carta astral i els seus elements d'estudi

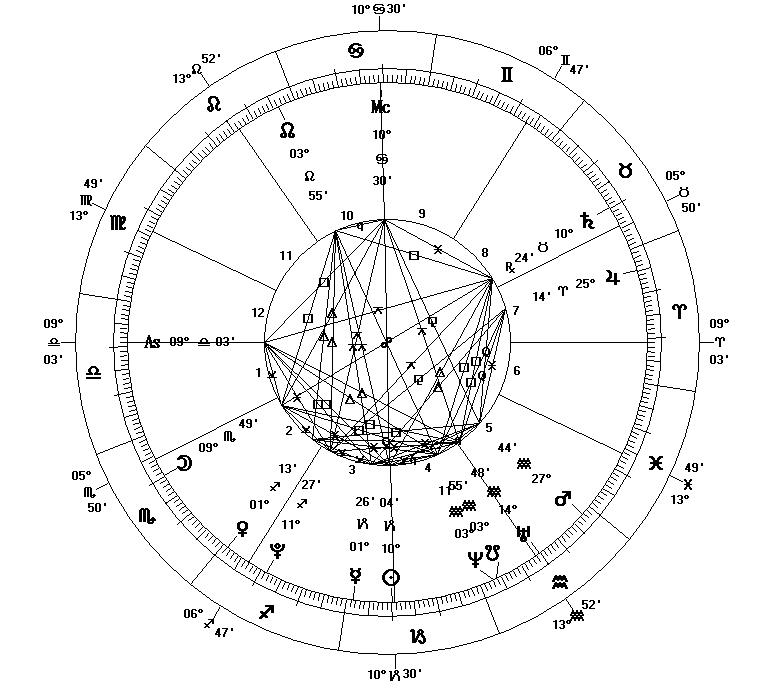
Exemple de carta natal.

De l'objecte resultant amb l'aplicació dels càlculs astrològics sobre una data, moment i lloc determinats se'n diu una carta astral la qual pot rebre diferents denominacions en funció de quin és l'objectiu pel qual s'estudia: si es refereix al naixement d'una persona, se'n diu carta natal; si, en canvi, se centra en un determinat moment al llarg de la vida d'una persona, llavors s'anomena horòscop. A banda d'això, una carta astral també pot ser estudiada per analitzar un moment històric local o mundial entre altres usos possibles. Una altra aplicació seria, per exemple, la sinestria, la qual consisteix en la comparació de les cartes natals de dues persones diferents amb l'objectiu de trobar-ne el grau de compatibilitat/incompatibilitat independentment de quina mena de relació tinguin (amistosa, amorosa, laboral, familiar...)
La carta astral, conceptualment, es pot considerar una imatge esquemàtica des d'un enfocament geocèntric del cel en el moment i lloc exacte que s'ha proposat estudiar, encara que seria més precís dir que la imatge correspon a la franja del cel prop de l'eclíptica on coincideixen tant el pla de les òrbites de la major part dels astres del sistema solar com també el cinturó de constel·lacions del zodíac les quals tingueren, en el seu moment, un origen comú amb els signes dels mateixos noms.
Dins una carta astral existeixen diversos elements que, combinats entre si, faciliten d'entrada una informació bàsica dins del seu estudi. Aquests elements es divideixen entre els astres i punts sensibles, els signes i les cases.
Els astres, també anomenats planetes (una denominació que no s'ha de confondre amb el terme astronòmic per a planeta), representen les diverses facetes, o grups de facetes relacionades entre si, de personalitat possibles; els signes, en canvi, són diferents models, o arquetips, tal com els definí Jung, de personalitat general; mentre que les cases delimiten els diferents àmbits de la vida en què hom es pot moure. La idea consisteix en el fet que la coincidència d'un determinat planeta en la zona d'un determinat signe i d'una determinada casa en donarà informació sobre la tendència d'actuació i/o reacció d'aquella persona o objecte d'estudi. Per dir-ho resumidament: els planetes són el què, els signes el com i les cases l'on o quan.

## Els astres i punts sensibles
Per norma general són objecte d'estudi com a astres principals el Sol, la Lluna i la resta de planetes del sistema solar (incloent-hi el recentment redefinit com a planeta nan Plutó) encara que darrerament hi ha nombrosos astròlegs que usen també altres cossos celestes menors tals com Quiró o alguns dels més importants coneguts ubicats en el cinturó d'asteroides com Ceres, Pal·les, Juno o Vesta.
Els astres principals estudiats es divideixen en diferents grups en funció dels tipus de facetes que marquen. El Sol i la Lluna es consideren, en conjunt, el nucli central de personalitat. Mercuri, Venus i Mart són els planetes personals, Júpiter i Saturn són els planetes socials i Urà, Neptú i Plutó els planetes generacionals o transpersonals. Aquests astres, per altra banda, tenen vincles amb els signes anomenats dignitats, que són sempre quatre: caiguda, exili, exaltació i regència. Aquesta última és considerada la més important i més estudiada en la interpretació d'una carta astral, ja que la regència atorga un lligam harmònic de característiques entre astre i signe cosa que, segons els astròlegs, fa especialment significativa la seva lectura si coincideixen en la mateixa posició el planeta regent amb el seu signe regit corresponent.

### Els astres principals
- El Sol: L'astre rei per excel·lència del sistema solar representa, en termes astrològics, el jo més intrínsec, la naturalesa més íntima i autèntica de la personalitat i, com a tal, també representa els desigs i motivacions en la vida. Psicològicament també mostra la figura paterna desitjada i la individualitat com a persones. El signe que regenta és Lleó.

- La Lluna: El nostre satèl·lit representa l'altre gran part del nucli central de la personalitat: les emocions. Així com tot el relacionat amb elles: l'instint de protecció, la memòria, l'inconscient... De la mateixa manera que el Sol representa la figura paterna, la Lluna representa la figura materna desitjada, de la mateixa forma també mostra la voluntat de formar part de l'entorn més íntim. Regenta el signe de Cranc.

- Mercuri: El planeta més proper al Sol representa les capacitats d'intel·lecte i comunicació. Indica l'interès per l'aprenentatge i l'ensenyança de coneixements adquirits, així com el grau de riquesa comunicativa, especialment oral i/o escrita. Psicològicament dona una imatge de quina mena de germans i cosins es desitjarien tenir. Regenta dos signes: Bessons i Verge.

- Venus: El planeta bessó de la Terra representa, en gran manera, la sociabilitat i molt determinadament les relacions tant amistoses com amoroses (amb un especial èmfasi en aquestes últimes). També determina el gust estètic, com per exemple què es desitja i què no tenir en l'entorn d'un mateix. És per això que se'l considera el planeta de la feminitat per excel·lència. Psicològicament, per alguns astròlegs, defineix quina mena d'amant es desitja tenir (si la carta és d'un home) o es desitja ser (si la carta és d'una dona). Igual que Mercuri, també regenta dos signes alhora: Taure i Balança.

- Mart: El planeta vermell, en contraposició a Venus, representa l'essència de la masculinitat i marca, com a facetes més importants, les capacitats de determinació i iniciativa i també els instints de defensa i autoprotecció. Psicològicament també realitza la mateixa funció que Venus però amb els papers intercanviats: en la carta d'una dona representa l'amant que desitja tenir i en la d'un home l'amant que desitja ser. Antic regent d'Escorpió, actualment només ho és d'Àries.

- Júpiter: El primer dels grans gasosos és un planeta social igual que Saturn i com a tal representa la capacitat d'expansió personal en tots els àmbits i la necessitat d'ampliar horitzons així com el sentit ètic i de justícia. Considerat el gran benefactor pels clàssics, se sol relacionar amb la sort i la prosperitat i també amb els viatges. Fou l'antic regent de Peixos mentre qua ara tan sols regenta a Sagitari.

- Saturn: Històricament ha estat vist com un planeta que porta mals auguris i antigament el seu pas pels horòscops s'interpretava com a portador de catàstrofes i calamitats. Actualment es considera que representa la capacitat d'autoexigència i el sentit del deure moral i social. També indica quin és el grau de constància i ambició en els projectes i tasques d'hom. En certa manera es podria equiparar al terme freudià del superjo. El seu regent actual és Capricorn si bé antigament també havia regit a Aquari.

- Urà: El primer dels planetes generacionals (anomenats així perquè els seus cicles orbitals són tan llargs que no marquen un petit grup de persones concretes donada la seva data de naixement, sinó a tota una generació completa en un llarg període) representa la genialitat i capacitat d'inventiva i també el grau de compromís per trencar amb les normes establertes i, per tant, l'esperit d'independència i rebel·lia. Mostra com d'excèntric pot esser l'individu estudiat i fins a quin punt l'interessa allò fora del comú. Des de la seva descoberta regenta a Aquari.

- Neptú: Aquest planeta s'identifica bàsicament amb l'espiritualitat i capacitat d'imaginació. Determina el grau de desig per dissoldre els límits i com es viu el contacte amb tot el relacionat amb l'extrasensorialitat i el més enllà. Actualment és el regent modern de Peixos

- Plutó: L'últim dels astres importants en una carta és, potser, el de representació més abstracte de tots. Plutó marca la capacitat d'auto-regeneració, de transformació a partir de les crisis personals. Ajuda a desprendre's del que és vell dins d'hom que no serveix per créixer. És el destructor dels límits autoimposats i la seva designació dins una carta pot ser molt poderosa, no en va Plutó regeix l'energia nuclear i també marca força com és la sexualitat. El signe regit modernament per aquest planeta és Escorpió.

### Altres astres
Com s'ha esmentat anteriorment a part dels astres clàssics i dels planetes extrasaturnians també molts astròlegs en els últims anys consideren altres cossos menors dins una carta encara que les facetes que representen són matisos d'actuació molt puntual en la personalitat (però presents al llarg de la vida).
- Quiró: Quiró és un cos celeste de molt poca grandària que forma part del grup anomenat centaures. Fou descobert el 1977 i la seva òrbita al voltant del Sol se situa entre les de Saturn i Urà. Astrològicament representa l'afany de superació davant allò que hagi produït una profunda ferida en la manera de ser com pot ser, per exemple, algun trauma psicològic o fisiològic, alhora també indica de què hom li fa por sentir-se rebutjat. Per tot això se'l sol considerar un element molt important en la carta de persones discapacitades. A causa de la ubicació de la seva òrbita també se'l considera un pont entre les postures aparentment irreconciliables de la limitació fèrria saturniana i la disposició uraniana a superar aquests límits.

- Ceres, Pal·les, Juno i Vesta: Es tracta dels cossos menors més destacats ubicats dins del cinturó d'asteroides que hi ha entre Mart i Júpiter. Ceres per la seva considerable grandària és considerat un planeta nan mentre que els altres tres, de dimensions més reduïdes, són definits com a simples asteroides. Des del punt de vista astrològic representen,de forma esquemàtica i en conjunt, diferents estadis de la vida d'una dona. També representen facetes puntuals que complementen d'altres més destacables representats en altres astres encara que, donada la naturalesa simbòlica d'aquests astres, es tendeix a prestar-ne més atenció en la carta de les dones que en la dels homes. Actualment s'està debatent en atorgar-li la regència de Verge o Taure a Ceres.

### Punts sensibles destacables
A més dels astres existeixen altres elements equiparables en la seva categoria que també són estudiats i que es tracten de punts imaginaris en el cel donats per la geometria astronòmica. Alguns, fins i tot, són de més consideració dins una carta que segons quins astres. Aquests en són els més significatius:
- Aˢᶜ L'Ascendent: Es tracta del punt exacte sobre l'horitzó on, hipotèticament, s'aixecaria el Sol en el moment estudiat de la carta. La seva transcendència rau en el fet que és el punt de referència a patir del qual es distribueixen el conjunt de cases i com a tal és el punt inicial de la Casa I (també anomenat cúspide). En aquest sentit la seva importància és tal que l'eix ascendent/descendent és el que marca la disposició gràfica de la carta, normalment sempre en posició horitzontal amb l'ascendent a l'esquerra i el descendent, per tant, a la dreta. En una carta natal d'una persona indica, sobretot, dues coses: la seva aparença física i la forma en com es mostra a l'exterior i, per tant, com el veuen els altres. Es pot dir que, junt el Sol i la Lluna, és un dels elements definidors més importants dins una carta natal.

- Mᶜ El Mig Cel o Medium Coeli: Consisteix amb el punt on el meridià on se situa la persona o objecte d'estudi de la carta en el moment determinat es talla amb el pla de l'eclíptica i coincideix amb el punt on s'inicia la Casa X. Normalment es troba en una relació angular de prop de 90° amb l'ascendent (i així d'exacte seria si es trobés a l'equador) però per norma general aquesta relació es deforma considerablement a mesura que el punt terrestre estudiat se situa més a prop dels pols. En termes astrològics es relaciona amb la consciència personal i amb el creixement espiritual. També s'hi pot veure un estret lligam amb la vocació professional i al llarg dels horòscops en marca el seu desenvolupament.

- El Descendent: Com hom pot deduir pel nom es tractaria del punt oposat a l'ascendent i, per tant, la cúspide de la Casa VII. Indica la capacitat per incloure "l'altre" dins l'univers personal d'un mateix: com combinen l'espai íntim i personal d'un amb el d'una altra persona i com s'intenta comprendre-la.

- El Fons de Cel o Imum Coeli: És el punt oposat al Mig Cel i la cúspide de la Casa IV. Representa les arrels, el bressol i la part més oculta de l'individu.

La Terra i la Lluna tenen plànols d'òrbita amb 5º de diferència d'inclinació cosa que genera els nodes lunars.

- Els nodes lunars: Consisteixen en els dos punts on s'intercepten l'òrbita de la Lluna al voltant de la Terra amb la de la Terra al voltant del Sol. El node lunar ascendent és conegut com a Node Lunar Nord o Cap del Drac (símbol: ) mentre que del descendent se'n diu Node Lunar Sud o Cua del Drac (símbol: ). Ambdós, com es pot suposar, es troben diametralment oposats. En un sentit kàrmic representen el passat (el Node Lunar Sud) i el futur (el Node Lunar Nord) en vides passades i venidores respectivament, el que a hom li fa sentir còmode perquè ja ho ha viscut i el que el llença vers les noves experiències de les vides futures i com abordar-les. Des d'una perspectiva psicològica es veu més com les experiències dels primers anys de vida que han marcat més i definit l'actitud, pel que respecta al Node Lunar Sud, i allò que podria donar sentit en el futur a la vida, en referència al Node Lunar Nord.

- Lilit o Lluna negra: Lilit és un punt sensible dins la carta astral que s'aconsegueix mitjançant un relativament complicat càlcul emprant com a referències els eixos de l'òrbita el·líptica de la Lluna. La història del personatge de Lilit que dona nom a aquest punt ofereix la pista sobre què representa astrològicamant. En gran manera, identifica algunes traces del costat més fosc i tenebrós de la personalitat. En la carta dels homes pot representar, també, el tipus de dona que tem.

## Els signes
El que avui dia coneixem per signes del Zodíac nasqueren als inicis de l'astrologia a Mesopotàmia confonent-se la seva funció amb les constel·lacions que els representaven. Dient-ho d'una altra forma: signes i constel·lacions eren essencialment el mateix o, com a mínim, la constel·lació donava raó de ser al signe. Avui dia aquesta fusió de termes és considerada majoritàriament obsoleta i, en canvi, es prefereix veure els signes, amb un cert sentit esotèric, com alguna mena de manifestació energètica vinculada al tram de cel d'on prové més que amb la constel·lació que ocupa l'esmentat tram. Aquesta definició desvinculant ambdós termes ha vingut per la demostració empírica que, donat el desplaçament inexorable de les constel·lacions a causa del fenomen conegut com la precessió dels equinoccis, la interpretació astrològica és més fiable considerant la ubicació original dels signes-constel·lacions fa més de 4000 anys, en els inicis dels estudis astrològics, que no pas comptant la ubicació actual de les constel·lacions. Malgrat això, avui dia encara hi ha astròlegs que prefereixen treballar sobre aquesta situació actual de les constel·lacions (ja que creuen que el vincle amb els signes sí que existeix) per bé que es tracta d'un corrent minoritari. Arran d'això es pot optar, doncs, per dos formats de zodíac a usar en l'estudi d'una carta: el sideral que usa de referent el recorregut del Sol per definir el punt vernal (o sigui: el punt de partida de la roda zodiacal a l'equinocci de primavera) i, per tant, coincideix amb la posició actual de les constel·lacions; i el tropical, el més emprat actualment, que reconeix com a punt de partida de la roda zodiacal un punt fix a l'espai situat entre les constel·lacions d'Àries i Peixos i disposa els signes per dotze porcions iguals sobre el cel sense tenir en compte les constel·lacions ni en ubicació ni en porció d'espai que ocupen.
En un sentit estrictament psicològic els signes són arquetips de personalitat; és a dir, encarnen models bàsics de comportament personal no equiparables entre si per bé que poden compartir alguns trets puntuals. En tractar-se d'arquetips és gairebé impossible que existeixi cap persona real que pugui ser "completament" d'un signe determinat. És aquí on intervé la combinació de planetes i punts sensibles amb els diferents signes, junt amb les diferents cases, on són ubicats cadascun d'ells per definir la manera única i intransferible de ser de tots i cadascun dels éssers vius existents o que han existit o que existiran en el futur.

### Classificació dels signes

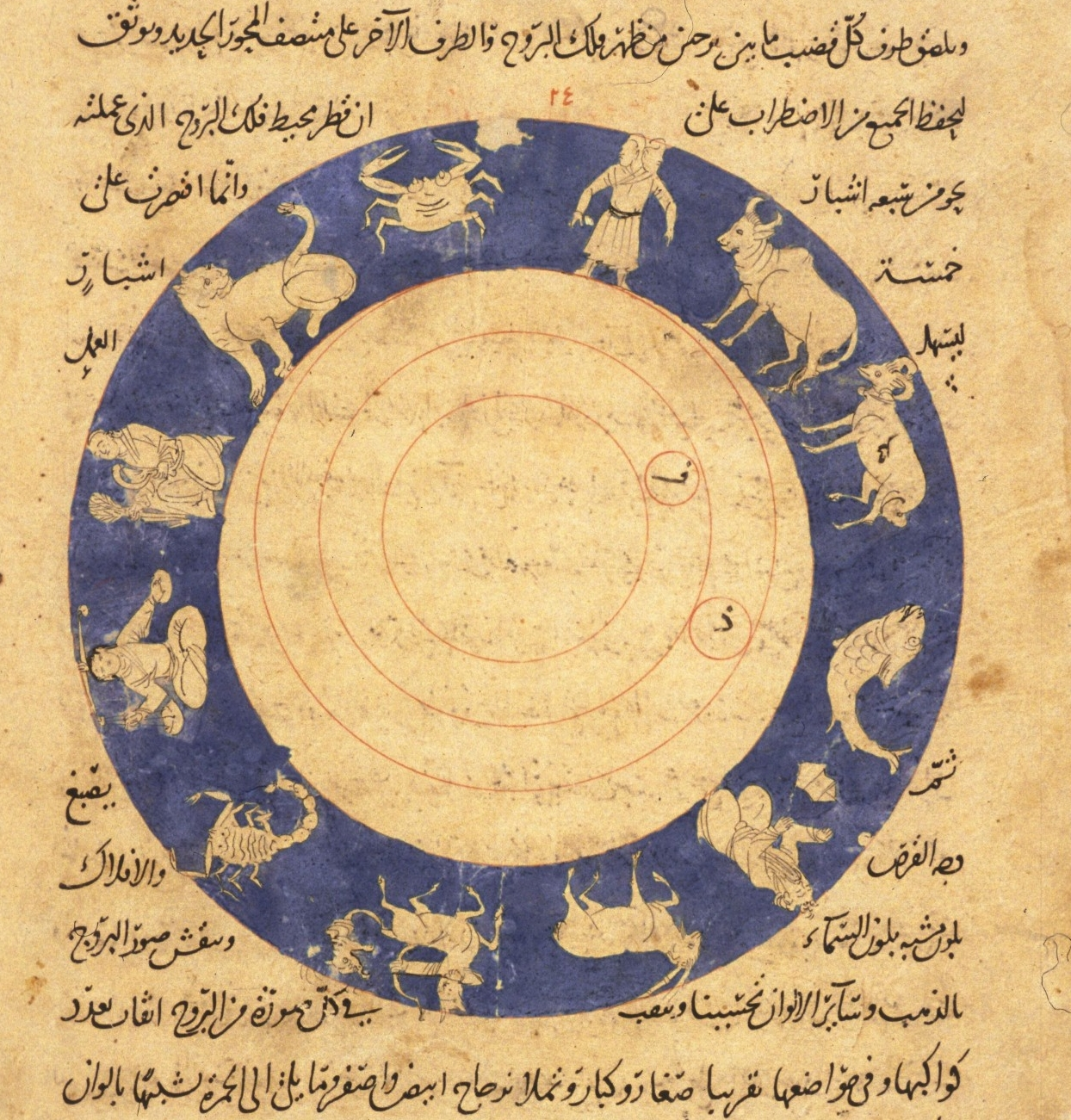
Manuscrit d'origen àrab amb un dibuix de la roda del zodíac, de data incerta (potser del s. XVI o XVII).

Existeixen dotze signes del Zodíac que, per ordre cronològic/espacial són:
- Àries
- Taure
- Bessons
- Cranc
- Lleó
- Verge
- Balança
- Escorpió
- Sagitari
- Capricorn
- Aquari
- Peixos

Per obtenir una informació més detallada de cadascun dels signes cliqueu en els enllaços corresponents.
Els signes es poden classificar segons tres maneres diferents que se superposen entre si dotant tot el conjunt d'un sentit coherent i harmònic. De fet, l'ordre dels signes no és fruit de l'atzar i es troba supeditat a aquest esquema de classificacions.

#### Classificació per dualitat
Els signes, amb aquesta classificació, es divideixen en dos grups de sis signes cadascun: els d'energia positiva/masculina/diürna (també anomenats més modernament d'energia yang) i els d'energia negativa/femenina/nocturna (coneguts últimament com d'energia ying).
- Signes d'energia positiva/masculina/diürna: Es caracteritzen per tendir a ser extravertits i a exterioritzar la seva forma de ser. Conseqüentment són sociables i divulgadors, i busquen a fora allò que els doni la raó de ser. Els signes d'aquesta energia són: Àries, Bessons, Lleó, Balança, Sagitari i Aquari. És a dir: els signes alternatius senars seguint l'ordre del zodíac.

- Signes d'energia negativa/femenina/nocturna: A diferència dels altres tendeixen a interioritzar la seva personalitat, busquen sovint la introspecció i solen gaudir d'un món intern molt ric. En certa manera són "receptors" de l'energia positiva/masculina/diürna. Els signes d'aquesta energia són: Taure, Cranc, Verge, Escorpió, Capricorn i Peixos. O sigui: els signes alternatius parells seguint l'ordre del zodíac.

#### Classificació per qualitats o modalitats
Amb aquesta classificació, els signes resten agrupats en tres conjunts de quatre signes cadascun: els signes cardinals, els signes fixos i els signes mutables. Existeix una estreta relació entre aquesta classificació i el pas de les estacions de l'any, ja que la disposició dels períodes solars dels signes n'està coordinada.
- Signes cardinals: Es tracta de signes iniciadors de tasques i projectes, que, en major o menor grau, prenen la iniciativa i generalment no permeten que algú altre decideixi per ells, cosa que els atorga un cert esperit independent. Els quatre signes cardinals són: Àries, Cranc, Balança i Capricorn. És a dir: els primers signes de cada estació de l'any.

- Signes fixos: Aquests signes tenen com a fi conservar, mantenir, perdurar i sostenir les idees i projectes impulsats pels signes cardinals. Tendeixen a ser constants i obstinats i l'orgull sol ser un tret comú entre els quatre. Els signes fixos són: Taure, Lleó, Escorpió i Aquari. És a dir: els signes situats al mig de cada estació de l'any.

- Signes Mutables: Són signes adaptables i que tendeixen a buscar el canvi. Preparen el terreny als signes cardinals per embarcar-se en nous projectes suavitzant la rigidesa dels signes fixos. Alguns trets en comú entre ells són la inquietud i tendència a la nerviositat, entre d'altres, i per naturalesa es mostren disposats a oferir un servei als altres i establir connexions personals. Els quatre signes mutables són: Bessons, Verge, Sagitari i Peixos. És a dir: els últims signes de cada estació de l'any.

#### Classificació per elements
La tercera manera de classificar els signes és per elements i consisteix a agrupar-los en quatre conjunts de tres signes cadascun. Els signes de cada element comparteixen certes característiques, especialment de mentalitat i manera de veure i abordar el món. Seguint l'ordre dels signes en la formació de la roda zodiacal s'agrupen entre ells els que sempre es troben distanciats de quatre en quatre.
- Signes de Foc: Són signes units per una mentalitat expansiva, impositiva, viva, valenta, volàtil i cridanera. Per ells, el concepte clau per davant de qualsevol altre és la vitalitat. Els signes de Foc són: Àries, Lleó i Sagitari.

- Signes de Terra: Els uneix una mentalitat pràctica, material, pragmàtica, assentada, estructurada, realista i funcional. La tangibilitat és el nucli del pensament terraqüi. Els signes de Terra són: Taure, Verge i Capricorn.

- Signes d'Aire: Tenen en comú una mentalitat abstracta, idealista, teòrica, cognitiva i etèria. El motor capital dels signes aeris és, sens cap mena de dubte, la ment. Els signes d'Aire són: Bessons, Balança i Aquari.

- Signes d'Aigua: Els caracteritza, per igual, una mentalitat emotiva, sensitiva, afectiva, profunda i somniadora. El gran conductor de l'element Aigua és prioritàriament l'emotivitat. Els signes d'Aigua són: Cranc, Escorpió i Peixos.

#### Observacions
Com hom pot comprovar, tots i cadascun dels signes tenen una combinació única i personal dels agrupaments per les tres classificacions: hi ha un signe de cada qualitat per a cada element i un signe de cada element per a cada qualitat. Quant a la classificació per energies duals, es pot veure detingudament com agrupa els signes dels elements Foc i Aire dins dels d'energia positiva/masculina/diürna i els dels elements Terra i Aigua amb els d'energia negativa/femenina/nocturna. El motiu d'aquesta disposició es deu al fet que les característiques que alberguen cada tipus de classificació, combinades en un signe concret, dona la informació bàsica sobre com és l'arquetip de personalitat que presenta l'esmentat signe.
|          | Foc      | Terra     | Aire    | Aigua    |
| -------- | -------- | --------- | ------- | -------- |
| Cardinal | Àries    | Capricorn | Balança | Cranc    |
| Fixe     | Lleó     | Taure     | Aquari  | Escorpió |
| Mutable  | Sagitari | Verge     | Bessons | Peixos   |

### Apunts diversos sobre els signes
Un compendi de coneixement que mai es contradiu i resulta sempre acumulatiu com és l'astrologia ha donat peu a una quantitat gairebé inabastable d'informació que es pot extreure en tots i cadascun dels conceptes estudiats. En el cas dels signes, per exemple, l'ordre establert també ha servit per veure-hi una lògica equiparant cada signe amb els diferents estadis de la vida d'una persona. Així, Àries seria el nadó que només és conscient de si mateix i tal sols sap reivindicar les seves necessitats, Taure simbolitzaria el nadó d'uns pocs mesos que espera pacient que li ho facin tot, Bessons l'infant que descobreix el món i aprèn a parlar, Cranc el nen que aprèn què és la por i es refugia en la seguretat dels seus pares i la família, etcètera...
Un altre plantejament interessant es troba en dotar d'un significat filosòfic i místic els sis eixos de signes oposats entre si. Per exemple: el primer eix és el que integren els signes d'Àries i Balança els quals simbolitzarien la dicotomia jo-tu. És a dir: l'individualisme excloent d'Àries contra el reconeixement i valoració dels altres de Balança. De fet amb l'astrologia moderna s'inclou una classificació independent de les clàssiques citades abans on els sis primers signes, és a dir: d'Àries a Verge, són essencialment individuals i centren les seves motivacions en si mateixos mentre que els sis restants, de Balança a Peixos, tendeixen a usar més la contraposició amb els altres per assentar la seva pròpia identitat.

## Les cases
El sistema de cases és una estructuració geomètrica de l'espai al voltant de la persona o objecte estudiat en la carta dividint-lo en dotze porcions (no necessàriament iguals) on cada porció, segons la seva ubicació angular respecte al punt de l'ascendent, tindrà un significat concret. Igual que els signes, també es poden classificar en grups de diverses maneres atorgant-li un significat col·lectiu a cada grup encara que les classificacions més importants són agafant com a línies divisòries els eixos Ascendent-Descendent i Mig Cel-Imum Coeli, d'aquesta forma, per exemple, s'inclouen els hemisferis: si s'usa de separador l'eix Ascendent-Descendent es tenen a la part inferior de la carta l'hemisferi nocturn i a la part superior l'hemisferi diürn; si en canvi s'utilitza l'eix Mig Cel-Imum Coeli apareixen l'hemisferi del jo (l'occidental) i l'hemisferi del tu (l'oriental).
Com s'ha citat abans cada casa representa un àmbit de la vida on signes i planetes hi actuen d'una forma específica. Aquests són els àmbits que afecten cada casa:
- Casa I. L'aparença i els inicis: Aquesta casa ve marcada pel punt de l'Ascendent; per tant, tot planeta que s'hi trobi, així com el signe que l'habiti delimita la forma de mostrar-se al món de l'individu i també la seva aparença física. Simbolitza, doncs, el concepte de jo sóc.

- Casa II. Els valors, la substància, els talents: La segona casa es troba relacionada amb tot allò que l'individu veu atractiu i li dona importància i també marca les possessions materials, com les aconsegueix i per què s'hi decanta. Els planetes i el signe que l'habiten donen informació sobre què li dona seguretat i estabilitat. També descriu les capacitats innates i els talents. Simbolitza el concepte de jo posseeixo.

- Casa III. L'entorn immediat, la comunicació, l'aprenentatge: La casa tercera indica la relació de l'individu amb el seu entorn més proper (germans, parents, amistats, etcètera) i també l'àmbit de la comunicació personal i tot el relacionat amb el pensament lineal i racional. És per tot això que simbolitza el concepte de jo m'expresso.

- Casa IV. La família, les arrels, l'herència emocional: Aquesta casa està lligada a les experiències de la infància, la llar i les arrels familiars. També afecta el món més profund i íntim de l'individu i, per tant, l'esfera emocional més interior. El concepte que simbolitza és jo sento.

- Casa V. La lliure expressió creativa, els nens, la diversió: La cinquena casa parla sobre l'herència creativa (què es deixa per la posteritat, tant com a expressió artística, projectes materials o descendents), la fermesa de la individualitat i el món de la diversió i l'oci. El seu concepte simbolitzat és jo em reivindico.

- Casa VI. La salut i el treball: La darrera casa de l'anomenat hemisferi nocturn es relaciona amb la salut de l'individu i del seu àmbit de treball, amb especial atenció al desenvolupament de la seva rutina. També és la casa dels col·legues, empleats i mascotes. Simbolitza el concepte de jo em cuido.

- Casa VII. Els contactes, les relacions: La primera casa de l'hemisferi diürn es concentra en les relacions personals. El signe ubicat en aquesta casa, junt amb els planetes que l'habitin, indica quina mena de relació es busca igual que també quina mena de gent se sent atreta pel propietari de la carta. També parla sobre l'àmbit de parella i el desenvolupament de les relacions amoroses. El concepte que simbolitza, així doncs, és jo em relaciono.

- Casa VIII. La transformació, el procés de deixar-se anar participant en la totalitat: Aquesta casa comprèn els processos metamòrfics d'una persona a través, sobretot, de les crisis personals. Antigament se l'associava amb la mort en un sentit físic però no amb el moment de la mort de l'individu en qüestió. Actualment es prefereix veure-la relacionada amb la "mort" simbòlica que vincula tot procés de transformació personal on es deixen enrere coses i persones abans significatives en la vida personal. Simbolitza el concepte de jo reneixo.

- Casa IX. La recerca del sentit de la vida amb els viatges llargs, la visió del món: La novena casa tracta sobre les motivacions de cercar un sentit a la vida, especialment a través del coneixement d'altres cultures i visions del món; és per això que també té un estret vincle amb els viatges de llarg abast i l'afany d'ampliar horitzons igual que també es relaciona amb l'ètica i la percepció personal de la justícia i la llei. Per tot això el concepte que simbolitza és jo reflexiono.

- Casa X. La vocació, els objectius en la vida: La casa desena es troba marcada pel Mig Cel i, per tant, se centra en l'àmbit professional: en quins camps hom es desenvoluparà millor i tindrà més èxit. Això també condueix a indicar el reconeixement social, les fites personals i l'abast de les responsabilitats vers els altres. El concepte simbolitzat en aquesta casa és jo ambiciono.

- Casa XI. Grups i amics: L'onzena casa aborda l'àmbit dels grups de pensament comú i ideologia anàleg. Afecta, doncs, la postura política i social de l'individu i, en un sentit més global, la seva posició dins la societat, la seva disposició a col·laborar amb el col·lectiu i el seu grau de compromís per millorar els mecanismes socials existents. Simbolitza el concepte de jo contribueixo.

- Casa XII. La retirada, la transcendència, l'espiritualitat: La darrera casa es relaciona amb el retir, voluntari o no, d'un mateix del contacte social i les conseqüències que se'n desprenen lligades al sofriment i també abraça el sentit espiritual i transcendental. Les experiències místiques i de comunió amb els altres, i fins i tot amb la totalitat també s'hi veuen reflectides. Per tot això, el concepte simbolitzat en aquesta casa és jo pateixo.